# Памятник Бисмарку (Гамбург)
Памятник Бисмарку (нем. Bismarck-Denkmal) — мемориальная скульптура, расположенная в квартале Санкт-Паули, Гамбург, Германия. Изображает Отто фон Бисмарка, первого канцлера Германской империи. Памятник стоит у причалов гамбургского порта на Эльбе, где сегодня находится местная зона отдыха. Архитектором стал Иоганн Эмиль Шаудт, скульптором — Гуго Ледерер.
Это самый большой из 240 памятников Бисмарку, расположенных по всему миру. Статуя 35 метров в высоту, выполнена из гранита. Строительство началось в 1903 году и продлилось 3 года. В период Нацистской Германии полости мемориала, изначально служившие для вентиляции, были расширены для создания бомбоубежища. В 2019 году памятник был отремонтирован.
За свою историю памятник несколько раз предлагали снести. Сторонники демонтажа считают недопустимым существование статуи, посвящённой авторитарному и колониальному прошлому, в то время как их оппоненты выступают за оставление монумента, который является уникальным арт-объектом. В 2023 году был объявлен конкурс на создание лучшего проекта по деконтекстуализации памятника без изменения самой постройки и ущерба окружающей зелёной зоне, однако все работы были признаны несоответствующими требованиям.

## История

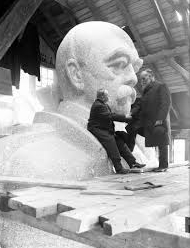
Голова памятника, 1906

На месте памятника ранее располагался ресторан Elbpavillon, который был снесён в 1901 году. Мэр Йоханн Георг Мёнкеберг учредил комиссию граждан для установки памятника на этом месте. Строительство было задокументировано фотографом Вильгельмом Веймаром, работавшим в Гамбургском музее прикладного искусства и ремёсел.
2 июня 1906 года, после трёх лет строительства, памятник был торжественно открыт рядом с портом Гамбурга. Возведение обошлось в 453 000 золотых марок. 
Во время Второй мировой войны с 1939 по 1941 год полости мемориала были расширены под бомбоубежища вместимостью до 950 человек, местные власти дополнительно залили в конструкцию 2200 тонн бетона для её укрепления. После 1941 года в конус круглого помещения была помещена золотая свастика. На стене был нарисован огромный орёл, держащий в когтях дубовый венок. Внутри этого венка, вероятно, находится выбеленная свастика. В интерьере есть и другие фрески, в том числе гербы и свастика в виде солнечного колеса. В 1954 году вокруг статуи были посажены деревья, которые срубили в 1994 году.
17 марта 1960 года памятник Бисмарку был внесён в список памятников Гамбурга под номером 461. Во время планирования Международной садоводческой выставки 1963 года, предлагалось построить смотровую башню вместо статуи. В результате государственной переоценки личности Бисмарка, согласно которой он «неоднократно отвергал все националистические, пангерманские и экономико-империалистические цели своего времени», монумент был оставлен и очищен в 1969 году. Иоахим Герхардт, глава Управления по охране памятников в то время, объяснил, что статуя имеет «особое значение с точки зрения истории искусства и культуры» и что данная достопримечательность, «эквивалентна памятнику церкви Святого Михаила». 2 июня 1991 года руководитель Гамбургского оперного театра Рольф Либерман назвал памятник «отвратительным» и рекомендовал его демонтаж. 

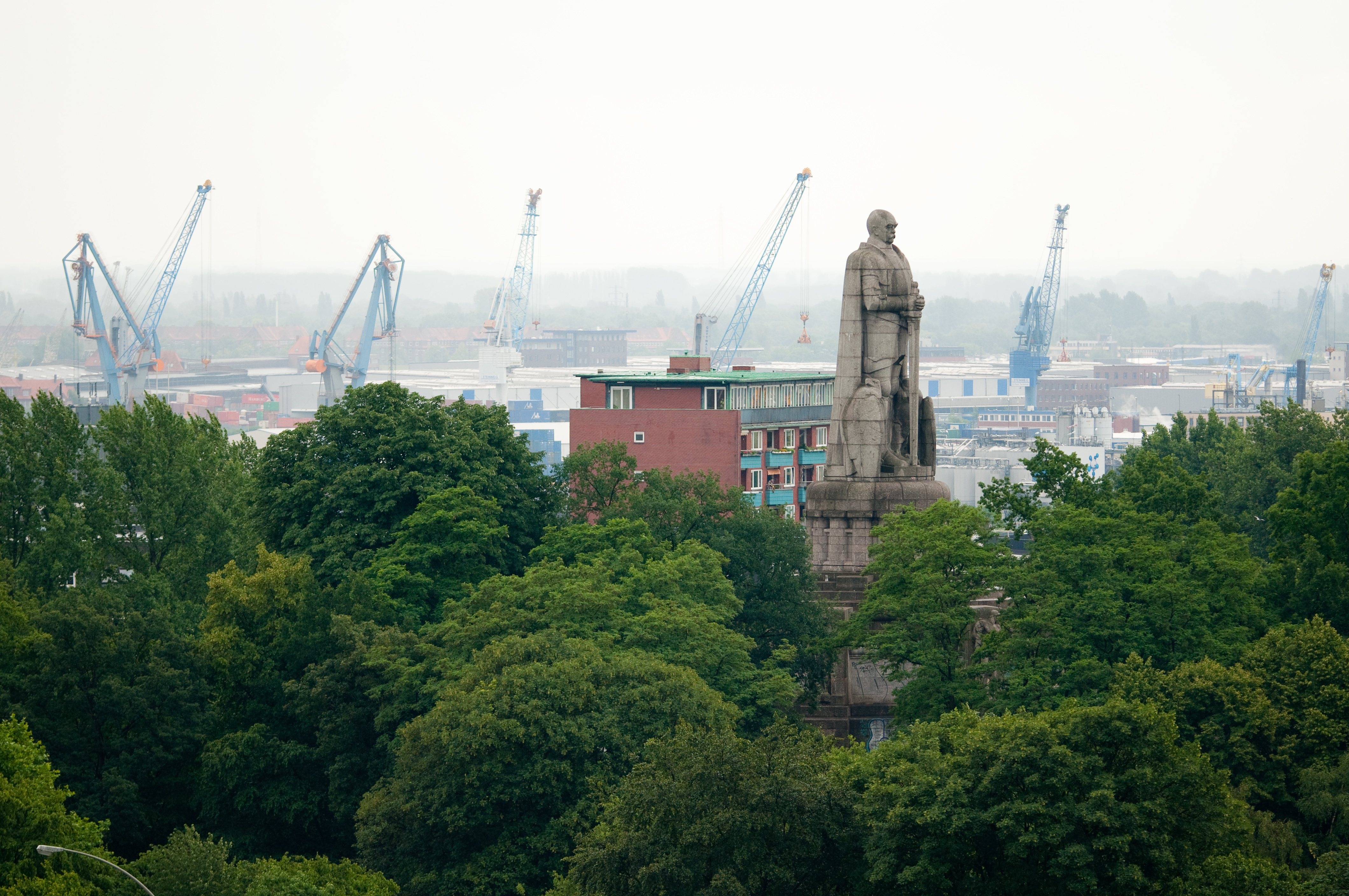
Памятник Бисмарку, на фоне видны портальные краны, 2011

В 2007 году из-за отсутствия ухода за памятником меч статуи опустился почти на 6 сантиметров. В 2015 году группа австрийских художников увенчала голову Бисмарка статуей альпийского горного козла. В 2017 году власти Гамбурга объявили, что хотят отремонтировать памятник, оценив необходимый бюджет в 6,5 млн евро. Ремонт статуи произошёл в 2019 году за 8,9 млн евро.

## Конструкция
Бисмарк, опираясь на меч, смотрит из центра Гамбурга в западном направлении вниз по реке Эльбе. Памятник имеет общую высоту 35 метров, включая основание, и весит 625 тонн. 100 гранитных блоков, использованных для памятника, были доставлены из Каппельродека в Шварцвальде.

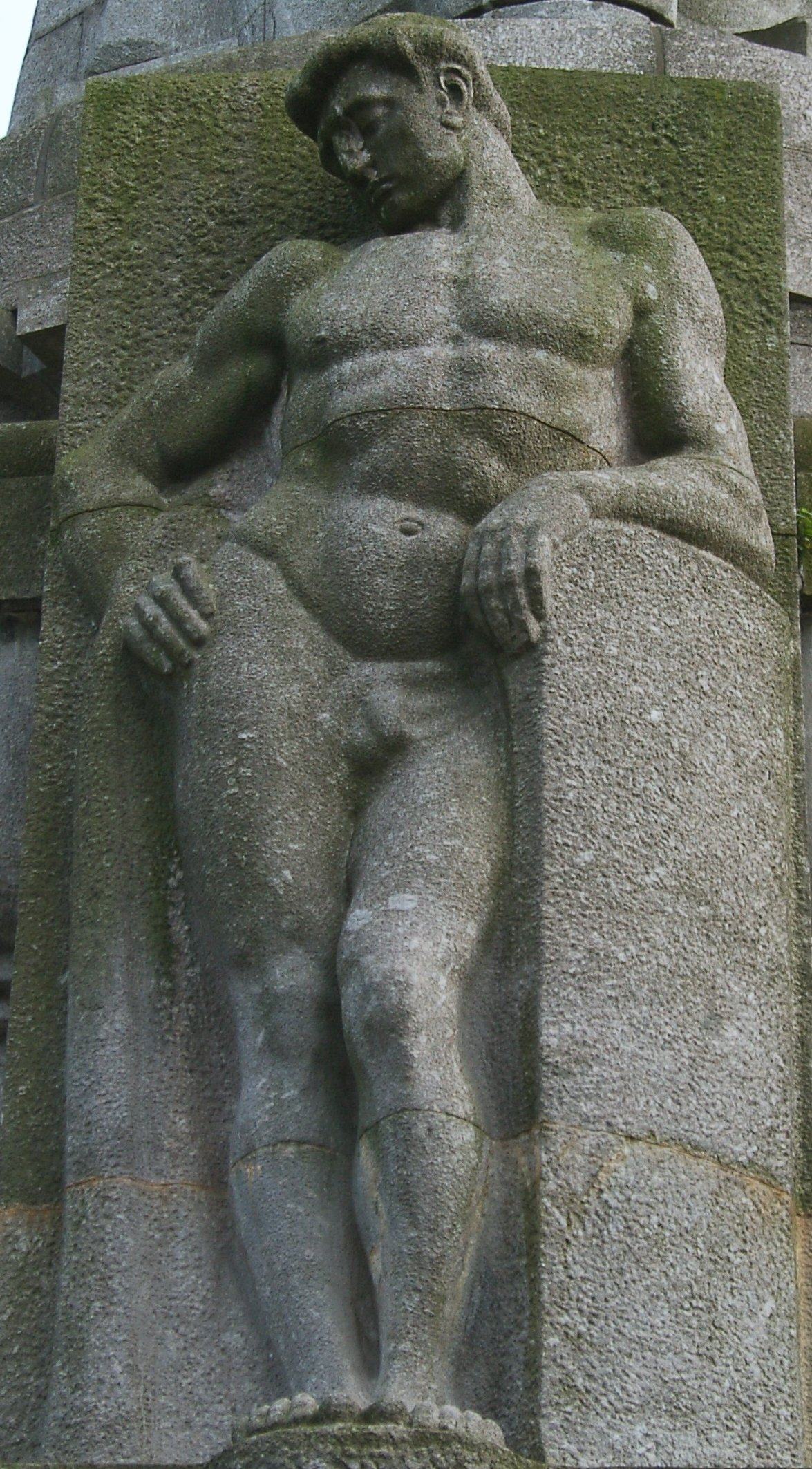
Гранитная фигура снизу памятника

Гранитные фигуры у его ног символизируют германские племена. Восемь фигур были установлены в 1908 году после очередной кампании по сбору средств.
Чуть ниже фигуры находится круглое помещение высотой 15 метров из кирпичной кладки, слегка сужающееся к верху. Полость в основании памятника первоначально служила для вентиляции здания. Под монументом была создана большая сеть катакомб. В период с 1939 по 1940 год она стали бомбоубежищем, в котором могло разместиться до 650 человек.

## Обсуждение возможного сноса и деконтекстуализации
В 2014 году город согласился с тем, что статую нельзя просто оставить стоять в городском пространстве из-за его напоминании о колониальном прошлом. Гамбург включил монумент в проект «Деколонизировать Гамбург!» (нем. Hamburg dekolonisieren!), цель которого деконтекстуализировать памятники.
Мировые дебаты и протесты о том, как поступать с колониальными и расистскими памятниками в рамках движения Black Lives Matter, усилили споры о памятнике Бисмарку. Культурсенатор от Социал-демократической партии Германии Карстен Бросда сказал, что скульптура «представляет собой авторитарное и колониальное прошлое, которое противоречит нашим нынешним представлениям об открытом, демократическом и разнообразном обществе». В 2021 году было проведено четыре публичных семинара в цифровом формате из-за пандемии COVID-19. Правительство Гамбурга выступило против сноса, заявив, что памятник служит арт-объектом, сочетающим в себе архитектурное и изобразительное искусство.
В 2023 году был объявлен конкурс по деконтекстуализации памятника без изменения самой постройки и ущерба окружающей зелёной зоне. С 26 июня в течение 3 недель в Музее истории Гамбурга экспонировались работы участников конкурса, однако жюри решило, что ни одна из них не соответствовала требованиям. Призовые деньги (15 000 евро) разделены поровну между восемью участниками второго тура в качестве компенсации.